# Lynn Hershman Leeson

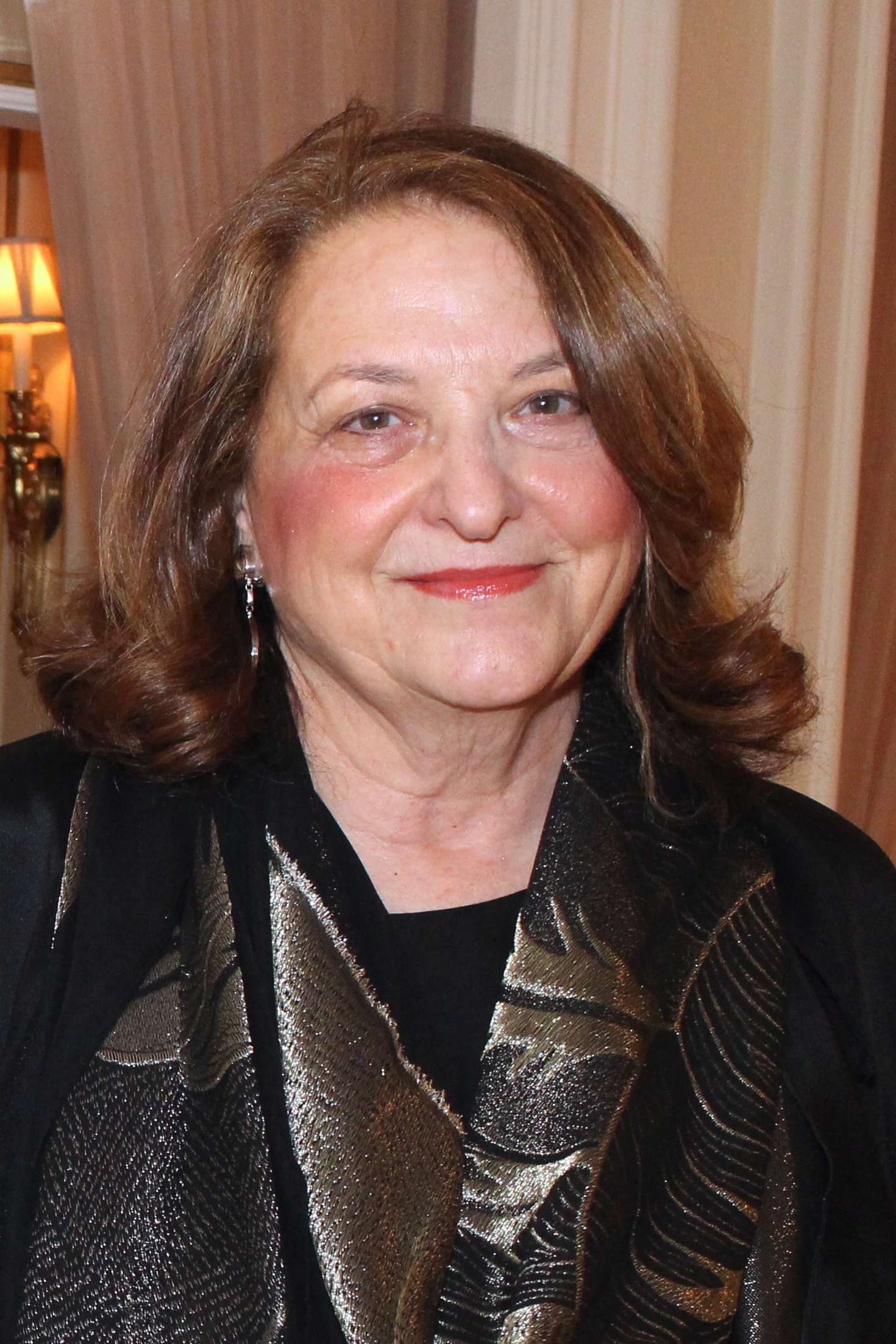
Lynn Hershman-Leeson

Lynn Hershman Leeson (* 1941 in Cleveland, Ohio) ist eine US-amerikanische Künstlerin und Filmemacherin. Ihre interdisziplinäre Arbeit stößt feministische Diskurse an und setzt sich mit Fragen der Identität, technischen Innovationen und dem Verhältnis beider Themen zueinander auseinander. 2004 wurde sie zur einflussreichsten Frau im Bereich Medienkunst ernannt.

## Arbeit
Hershmans Arbeit umfasst eine Bandbreite von Themen: allen voran die Identität in Zeiten des Konsums, Privatsphäre in Zeiten der Überwachung und Kontrolle, die Schnittstelle zwischen Mensch und Maschine, dem Verhältnis von realer und virtueller Welt. Sie entwächst Traditionslinien der Installationskunst, Performancekunst und Fotografie und impliziert häufig das interaktive Moment, besonders in Hinblick auf computergestützte Medien. Ihr nunmehr 40 Jahre umfassendes Œuvre hat Hershman zeitlich und stilistisch in zwei Abschnitte geteilt: „Before Computers“ (B.C.) und „After Digital“ (A.D.), dabei zeigt sie eine mediale und materielle Vielfalt von Performance, Video, Zeichnung, Collage, textbasierter Arbeit über orts-spezifische Interventionen (Dante Hotel 1972). Durch ihre frühe und hellsichtige Auseinandersetzung mit digitalen Neuerungen und interaktiven netzbasierten Arbeiten gilt sie als Pionierin der Medienkunst. Inspiriert dazu hat sie nicht zuletzt ihr damaliger Wohnort San Francisco mit seinem Vorort, dem Silicon Valley, welches nach wie vor als Innovationszentrum neuer Technologie gilt.
Durch die von ihr geschaffenen Personen und fiktiven Identitäten hat sie den Avatar als synthetischen Repräsentanten realer Menschen innerhalb der virtuellen Welten des Internets vorweggenommen. Von 1993 bis 2004 war sie Professorin für elektronische Künste an der University of California at Davis. Sie lebt und arbeitet in San Francisco und New York.

„My sense is that newly formed digital identities will be autonomous and unpredictable, with minds of their own, just like the best of us corporeal beings. Our task is to make friends with them.“

„Ich habe das Gefühl, dass die kürzlich geformten digitalen Identitäten autonom und unberechenbar sein werden, mit eigenem Verstand, genau wie die besten von uns körperlichen Wesen. Unsere Aufgabe ist es, mit ihnen Freundschaft zu schließen.“

Mit dem DDAA (DAM DIGITAL ART AWARD) 2010 als Preisträgerin für ihr Lebenswerk ausgezeichnet, wurde ihr 2012 eine erste institutionelle Einzelausstellung in Deutschland in der Kunsthalle Bremen gewidmet. 2014 eröffnete ihre groß angelegte Retrospektive im ZKM (Zentrum für Kunst und Medientechnologie) in Karlsruhe. Ihre Werke sind in zahlreichen namhaften Sammlungen vertreten, u. a. im Museum of Modern Art (New York, USA), in der Tate Modern (London, Großbritannien), im Lehmbruck Museum (Duisburg) und im ZKM in Karlsruhe.

### Roberta Breitmore
In den Jahren 1974 bis 1978 konzipierte, entwickelte und lebte Hershman in der fiktiven Person Roberta Breitmore. Diese Transformation beschränkte sich nicht nur auf die durch Kleidung, Make-up, und Perücken veränderte physische Erscheinung, sondern auf das Kreieren einer eigenständigen Persönlichkeit. Hershman zufolge trat Roberta in die Welt, als sie an einem Tag mit dem Bus nach San Francisco kam und in das Dante Hotel eincheckte, mit 1800 $ Ersparnissen bei sich, 30-jährig und geschieden. Von da an schuf Hershman ihr eine genau pointierte und nachzuverfolgende Biographie, die sich u. a. an Zeitungsanzeigen von Mitbewohnersuche bis hin zu Blind-Dating-Versuchen, Briefen, einem Führerschein und den Sitzungsprotokollen beim Psychotherapeuten ablesen lässt.
Roberta Breitmore lässt sich als Portraitstudie einer jungen Frau an der Westküste Amerikas und als Studie des Zeitgeistes der 70er Jahre verstehen. Hershman verortet das Projekt als private Performance, als zeitgebundene Skulptur  und als virtuelle oder simulierte Rolle.

### LORNA
LORNA ist der Name eines Projekts von 1983 dem als erstes dem Bereich der Game Art zugeschrieben werden kann. LORNA erzählt die Geschichte einer Frau die an Agoraphobie leidet. Interaktiv können die Zuschauer über den Verlauf und den Ausgang der Geschichte bestimmen. LORNA hat ihre Einzimmerwohnung, deren Einrichtung der des Dante Hotels aus Roberta Breitmore sehr ähnelte, nie verlassen. Der Fernseher, den es als einzigen nicht im Dante Hotel gab, hat großen Einfluss auf LORNA. Er stellt ihre Verbindung zur Außenwelt her, zugleich ängstigen die gesendeten Nachrichten und Werbefilme sie zu sehr, um das Haus zu verlassen. Die Aufgabe des Zuschauers war es, LORNA aus ihrem Angstkäfig zu befreien. Die Gegenstände der Zimmereinrichtung waren mit nummeriert. Durch drücken der entsprechenden Zahl auf der Fernbedienung wurden diese Objekte aktiviert. Das Schicksal von LORNA lag somit förmlich in der Hand des aktiven Zuschauers. Jedes nummerierte Objekt öffnete zu einer Sequenz aus LORNA vergangenen und zukünftigen Konflikten. Die narrativen Sprünge, Brüche und Wiederholungen der Sequenzen sind verwirrend, zeugen jedoch zugleich vom Seelenzustand der Hauptdarstellerin. Vereinzelte voyeuristische Einstellungen lassen auf die Selbstinszenierung schließen, die ein Mensch betreibt, dessen einziger Gegenüber er selbst ist. Der Ausgang des interaktiven, non-linearen Narrativs bleibt offen, lässt aber auf drei Optionen schließen: den Selbstmord LORNAS, die Flucht aus der Wohnung oder der Schuss nicht auf sich, sondern auf den Fernseher, gleichbedeutend mit dem Sieg über das Medium und den Tod desselben.

### Filme
Hershman Leeson ist eine ausgezeichnete Drehbuchautorin, Regisseurin und Produzentin. Ihre bekanntesten Filme sind Strange Culture, Teknolust, Leidenschaftliche Berechnung. Diese waren Teil des Sundance Film Festivals, des Toronto International Film Festivals und der Berlinale. Die britische Schauspielerin Tilda Swinton hat in jedem dieser drei Filme mitgespielt.

„The films are all about loss and technology. Ada Lovelace invented computer language, but was never credited and was basically erased from history. Teknolust is about artificial intelligence clones: the bots that escape into reality and interact with human life, in effect a symbiosis between technological life and human life, and how the two can marry. Strange Culture again was about misidentity, where the media created a fictional character that they blame this crime on, rather than the actual person. All of these works are about erasure of identity and how technology adds to it and creates it. And how you can defeat that.“

„Die Filme handeln alle von Verlust und Technologie. Ada Lovelace hat die Computersprache erfunden, wurde dafür jedoch nie gewürdigt und geradezu aus der Geschichte gelöscht. Teknolust handelt von Klonen mit künstlicher Intelligenz: Roboter fliehen in die Realität und interagieren dort mit Menschen, sodass eine Symbiose zwischen technischem und menschlichem Leben entsteht. Strange Culture thematisiert wiederum falsche Identitäten: die Medien kreieren eine fiktionalen Charakter, den sie -statt dem eigentlichen Täter- für ein Verbrechen verantwortlich machen. Alle diese Arbeiten behandeln die Löschung von Identitäten und welche Rolle Technologie dabei spielt. Und wie man das verhindern kann.“

2011 erschien Women Art Revolution, eine Dokumentation über die feministische Kunstbewegung in den Vereinigten Staaten (Feminist art movement in the United States).
2018 wurde sie für ihr Wirken im Dokumentarfilmbereich in die Academy of Motion Picture Arts and Sciences berufen, die jährlich die Oscars vergibt.

## Auszeichnungen (Auswahl)
- 1995: ZKM/Siemens Media Art Award
- 2008: Creative Capital Grant for !Women Art Revolution
- 2009: Individual Artist Commissions Award, San Francisco Arts Commission, San Francisco
- 2009: Guggenheim Fellowship for Creative Arts: Film
- 2009: Lifetime Achievement Award, Association for Computing Machinery's Special Interest Group on Graphics and Interactive Techniques (ACM SIGGRAPH), New Orleans
- 2010: 4th Develop Digital Art Award (DDAA) für ihr Lebenswerk, vergeben vom Digital Art Museum in Berlin[11]
- 2014: IFP Pixel Market Prize für den Film The Infinity Engine mit Tilda Swinton
- 2018: The Women's Caucus for Art, Lifetime Achievement Award[12]
- 2023: Ehrendoktorwürde, Pratt Institute of Art, New York[13]
- 2023: Distinguished Artist Award, Creative Capital[14]

## Einzelausstellungen (Auswahl)
- 2001: Media & Identity, UCR Sweeney Art Gallery, Riverside
- 2002: Lynn Hershaman, Gallery Paule Anglim, San Francisco
- 2004: Lynn Hershman, bitforms Gallery, New York City
- 2005: Gallery Paule Anglim, San Francisco
- 2008: No Body Special, De Young Museum, San Francisco
- 2008: Lynn Hershman, Gallery Paule Anglim, San Francisco
- 2011: Roberta Breitmore, Galerie Waldburger, Brüssel
- 2012: Me as Roberta, Museum of Contemporary Art, Krakau
- 2012: Seducing Time, Retrospective, Kunsthalle Bremen
- 2012: W.A.R. Documentary screening, Moderna Museet, Stockholm[4]
- 2013: Agent Ruby Files, San Francisco Museum of Modern Art (SFMoMa), San Francisco
- 2013–2014: New Acquisitions in Photography, Museum of Modern Art (MoMa), New York
- 2014: Pop Departures, Seattle Art Museum, Seattle
- 2014: How to Disappear, Aanant & Zoo, Berlin
- 2014: Taking a Stand Against War, Lehmbruck-Museum, Duisburg
- 2014: Playback, AUTOCENTER, Berlin
- 2014–2015: Civic Radar, Lynn Hershman Leeson – The Retrospective, Sammlung Falckenberg, Hamburg und ZKM, Karlsruhe
- 2015: Modern Art Oxford, Großbritannien
- 2016: Liquid Identities – Lynn Hershman Leeson. Identitäten im 21. Jahrhundert, Lehmbruck-Museum, Duisburg (Gruppenausstellung mit jüngeren Künstlern in Zusammenarbeit mit dem ZKM)
- 2017: Remote Control[15]
- 2021: Lynn Hershman Leeson: Twisted, New Museum, New York[16]
- 2024: Lynn Hershman Leeson: Are Our Eyes Targets? Julia Stoschek Foundation, Düsseldorf, DE, 11. April 2024 – 2. Februar 2025[17]

## Gruppenausstellungen (Auswahl)
- 2007: e-art: New Technologies and Contemporary Art, Ten Years of Accomplishments by the Daniel Langlois Foundation, Montreal Museum of Fine Arts, Kanada[18]
- 2018–2019: Feminist Avant-garde / Art of the 1970s SAMMLUNG VERBUND Collection, Vienna, The Brno House of Arts, Brünn, Tschechien[19]
- 2017–2018: Feministische Avantgarde der 1970er-Jahre aus der Sammlung Verbund, Wien.[20] ZKM, Karlsruhe, DE[21]

## Filme (Auswahl)
- 1986–1994: Electronic Diaries
- 1997: Leidenschaftliche Berechnung (Conceiving Ada)
- 2002: Teknolust
- 2007: Strange Culture
- 2011: !Women Art Revolution
- 2017: Tania Libre

## Publikationen
- Andreas F. Beitin, Sarah Happersberger, Lisa Herzog, Linnea Semmerling, Stephan Schwingeler: Lynn Hershman Leeson. Civic Radar, herausgegeben vom Zentrum für Kunst und Medientechnologie Karlsruhe, Broschüre zur gleichnamigen Ausstellung 2015/2015, Karlsruhe 2014, Broschüre in deutscher und englischer Sprache, abgerufen am 18. Januar 2015.
- Elizabeth Derecktor: Lynn Hershman. In: Connecting Conversations: Interviews with 28 Bay Area Women Artists, edited by Moira Roth, 86–92. Oakland, Calif.: Eucalyptus Press, Mills College, 1988.
- Lynn Hershman: Reflections on the Electric Mirror. In: New Artists Video: A Critical Anthology, edited by Gregory Battcock, 36–39. New York: Dutton, 1978.
- Lynn Hershman Leeson: Clicking In: Hot Links to a Digital Culture. Seattle: Bay Press, 1996.
- Meredith Tromble: The Art and Films of Lynn Hershman Leeson: Secret Agents, Private I. Berkeley: University of California Press; Seattle: Henry Art Gallery, 2005.
- Margot Norton: Lynn Hershman Leeson. Twisted. New York: New Museum, 2021.